# چرو (خوشاب)
چرو، روستایی است از توابع بخش مرکزی و در شهرستان خوشاب استان خراسان رضوی ایران.

## جمعیت
این روستا در دهستان طبس قرار داشته و بر اساس سرشماری سال1395 جمعیت آن 532نفر (180 خانوار)
بوده است.